# Una storia sbagliata/Titti
Una storia sbagliata/Titti è il 28º singolo discografico di Fabrizio De André pubblicato nel 1980 dalla Dischi Ricordi.

## Produzione
Il singolo è frutto della collaborazione con il cantautore veronese Massimo Bubola, con cui De André aveva già composto i brani dell'album Rimini (1978). Il brano Una storia sbagliata è uscito in CD per la prima volta nel 1995, all'interno della raccolta Luna di giorno - Le canzoni di Pier Paolo Pasolini, mentre Titti verrà incluso su album solo nel 2005, nella raccolta In direzione ostinata e contraria.
Alla registrazione dei brani collaborano in «una sorta di session», come la definì lo stesso Bubola, membri della Premiata Forneria Marconi e dei New Trolls.
Si tratta delle prime canzoni pubblicate da De André dopo il rapimento di cui fu vittima.

## Tracce
1. Una storia sbagliata – 5:32 (Fabrizio De André, Massimo Bubola)
2. Titti – 2:58 (Fabrizio De André, Massimo Bubola)

Durata totale: 8:30

## Brani

### Una storia sbagliata
Il testo del brano è dedicato a Pier Paolo Pasolini e tratta dell'omicidio del poeta avvenuto nel 1975.
La canzone fu commissionata a De André dalla Rai, per fare da sigla al programma Dietro il processo sulle morti di Pasolini e Wilma Montesi. Il cantautore coinvolse nel progetto l'amico Massimo, suo sodale di quel periodo, e insieme decisero subito di concentrarsi su Pasolini, non perché ritenessero la modella meno importante, ma perché:
(Fabrizio De André)
Il riferimento alla storia della Montesi tuttavia c'è, ed è proprio, come affermato dallo stesso De André, l'uso del plurale nel ritornello: "Cos'altro vi serve da queste vite / ora che il cielo al centro le ha colpite".
Del brano fu girato anche un video sullo sfondo della cittadina di Calcata, dove De André e Bubola suonano la chitarra seduti sugli scalini di una chiesa.
(Doriano Fasoli, Fabrizio De André. Passaggi di tempo, pp. 61-63)

### Titti
La canzone, storia spensierata di una donna con due amori «di segno contrario», è ispirata al romanzo Dona Flor e i suoi due mariti (1966) di Jorge Amado. La musica risulta insolitamente veloce, con ritmi quasi Tex-Mex e si conclude con un lungo assolo di chitarra. È forse - con Caro amore - la canzone meno conosciuta di De André, che non le riserva mai riflessioni o commenti.